# Allium salinum
Allium salinum är en amaryllisväxtart som beskrevs av A.I. Baranov och Boris Vassilievich Skvortsov. Allium salinum ingår i släktet lökar, och familjen amaryllisväxter. Inga underarter finns listade i Catalogue of Life.